# 1904년 하계 올림픽 펜싱
1904년 하계 올림픽 펜싱은 미국 세인트루이스에서 개최된 1904년 하계 올림픽의 경기 종목이다. 3개국에서 11명의 선수가 참가하였으며, 5개 세부 종목으로 진행되었다.

## 경기장
펜싱 경기는 개최 도시인 세인트루이스에 있는 워싱턴 대학교 세인트루이스 문화체육관에서 경기가 열렸다.
| 도시         | 경기장                                | 원어명                                                        | 비고    |
| ------------ | ------------------------------------- | ------------------------------------------------------------- | ------- |
| 세인트루이스 | 워싱턴 대학교 세인트루이스 문화체육관 | Washington University in St. Louis Physical Culture Gymnasium | 전 종목 |

## 참가국
펜싱 종목은 3개국에서 11명의 선수가 참가하였다.
| - 독일 (1명) - 미국 (8명*) | - 쿠바 (2명*) |

* 디아즈와 폰스트를 쿠바 선수로, 반 조 포스트, 타담을 미국 선수로 계산하였다.

## 메달 집계

### 최종 순위
| 순위 | 국가 | 금메달 | 은메달 | 동메달 | 합계 |
| ---- | ---- | ------ | ------ | ------ | ---- |
| 1    | 쿠바 | 3      | 0      | 0      | 3    |
| 2    | 미국 | 1      | 5      | 4      | 10   |
| 3    | 혼성 | 1      | 0      | 0      | 1    |
| 합계 | 합계 | 4      | 5      | 4      | 14   |

### 메달리스트
| 종목                      | 금                                                                 | 은                                                 | 동                             |
| ------------------------- | ------------------------------------------------------------------ | -------------------------------------------------- | ------------------------------ |
| 남자 플뢰레 개인전 자세히 | 라몬 폰스트 · 쿠바                                                 | 알베르트손 반 소 포스트 · 미국                     | 찰스 타탐 · 미국               |
| 남자 플뢰레 단체전 자세히 | 혼성 (ZZX) · 라몬 폰스트 · 마누엘 디아스 · 알베르트손 반 소 포스트 | 미국 (USA) · 아서 폭스 · 찰스 타탐 · 찰스 타운센드 | 없음                           |
| 남자 에페 개인전 자세히   | 라몬 폰스트 · 쿠바                                                 | 찰스 타탐 · 미국                                   | 알베르트손 반 소 포스트 · 미국 |
| 남자 사브르 개인전 자세히 | 마누엘 디아스 · 쿠바                                               | 윌리엄 그리브 · 미국                               | 알베르트손 반 소 포스트 · 미국 |
| 남자 싱글스틱 자세히      | 알베르트손 반 소 포스트 · 미국                                     | 윌리엄 오코너 · 미국                               | 윌리엄 그리브 · 미국           |

## 참고 문헌
- 국제 올림픽 위원회 - 1904년 하계 올림픽 펜싱 경기 결과 (영어)
- (영어) George Seymour Lyon - Olympic Individual gold medal winner 1904
- (영어) Lucas, Charles J. P. (1905). 《The Olympic Games, 1904》 (PDF). Saint Louis, Missouri: Woodward & Tiernan Printing Co. 2011년 5월 14일에 원본 문서 (PDF)에서 보존된 문서. 2010년 10월 14일에 확인함.
- (폴란드어) Pawel, Wudarski (1999). “Wyniki Igrzysk Olimpijskich”. 2008년 10월 14일에 원본 문서에서 보존된 문서. 2006년 12월 17일에 확인함.
- (영어) “Fencing of War at the 1904 St. Louis Summer Games”. sports-reference.com. 2011년 5월 8일에 원본 문서에서 보존된 문서. 2010년 10월 14일에 확인함.
- (영어) De Wael, Herman. “Herman's Full Olympians: "Fencing 1904".”. 2012년 11월 4일에 원본 문서에서 보존된 문서. 2010년 10월 14일에 확인함.

| 올림픽 펜싱 |                                           |             |
| 이전 대회   | 1904년 하계 올림픽 펜싱 세인트루이스 1904 | 다음 대회   |
| 파리 1900   | 1904년 하계 올림픽 펜싱 세인트루이스 1904 | 아테네 1906 |